# Dunaliella viridis
Dunaliella viridis es un tipo de micro-alga halófila flagelada.
Dunaliella viridis aparece en aguas hipersalinas ya que presenta una tolerancia a la salinidad, mayor del 20%. En el laboratorio la salinidad óptima para el crecimiento está entre 5,8%-8,9%, además soportan altas temperaturas y también tolera un rango amplio de pH, que normalmente es muy alcalino (mayor de 8). También contienen una alta concentración de magnesio y sulfato. Puede aparecer en lo más profundo de la columna de agua y en la superficie de los sedimentos pero se ha visto que pueden migrar verticalmente por toda la columna de agua. Este patrón de migración se debe en parte a la respuesta fotosintética del alga a la intensidad de luz. La irradiancia en el hábitat de Dunaliella viridis puede ser particularmente alta debida a la presencia de cristales de sal que provoca que la luz se disperse y aumente la irradiancia sobre las células.
Para su crecimiento Dunaliella viridis requiere nitrógeno en forma de NaNO3, fosfatos en un rango óptimo de 0,02-0,025 g*l-1 K2HPO4, los niveles de calcio y magnesio también influyen en el crecimiento así como el sodio y el hierro. Niveles muy por encima de los óptimos de estos elementos inhiben el crecimiento.
Además su temperatura óptima de crecimiento se encuentra en 30 °C y su crecimiento a temperaturas inferiores frena la división celular.